# 本間敦
本間 敦（ほんま あつし）はイタリアワインライター。一般社団法人日本ソムリエ協会公認シニアソムリエ。

## 略歴
- 株式会社東急百貨店・吉祥寺店のワイン売場マネージャーとして10年勤務した後、2007年、日本リカー株式会社に転職、マーケティング部長を4年歴任、その後、エノテカ株式会社に転職、シニアマネージャーに着任[1]。2012年より株式会社モトックスに勤務。
- 商用で1998年にチリ、アルゼンチンに渡航しワイナリー訪問を開始、以来、イタリアを中心にフランスのボルドー、ブルゴーニュ、ローヌ、プロヴァンスなど銘醸地のワイナリーを訪問。海外渡航歴は50回以上を数え、訪問したワイナリーは少なくとも200社を超える。
- イタリアワインの造詣は漫画神の雫でも反映されており、こだわっているが、フランスのボルドー、ブルゴーニュワインを愛飲しており、その他、チリ、アルゼンチンのワインの知識もある[2]。
- 2020年、一般社団法人日本ソムリエ協会SAKE DIPLOMAを取得。

## エピソード
・株式会社東急百貨店在職時、ワイン売場の常連顧客が『神の雫』原作者の亜樹直氏であった。
・『神の雫』に本間敦本人をモデルとしたキャラクターが登場する際に、原作である亜樹直氏より、その名前について相談を受け、本人は、大のドリフターズファンであったことから『イタリア長介』を希望したが、却下され、本名と長介を掛け合わせて『本間長介』というキャラクター名となった。

・著作のペンネームの『本間チョースケ』は、『神の雫』のキャラクターである『本間長介』の名前をもじっている。

## 著作
- 本間チョースケ『本間チョースケが独断と偏見で選ぶイタリア安旨ワイン203連発！』講談社刊、 2012年
- 本間チョースケ『本間チョースケ独断選定。イタリアワイン最高峰201連発！』講談社刊、2015年
- 本間チョースケ『本間チョースケ超厳選。飲むべきイタリアワイン103本！』NHK出版刊、2022年
- NHKテキスト『旅するためのイタリア語』NHK出版刊において2020年10月～2021年3月まで、コラム『本間チョースケのVino　Fantastico！』を連載。
- NHKテキスト『旅するためのイタリア語』NHK出版刊において2021年10月～2022年3月まで、コラム『本間チョースケのVino　Fantastico！Ⅱ』を連載。

## 監修
- 『Real Wine Guide』創刊号1号（2002年秋号）よりテイスターを務め、ワインコメントを寄稿。
- 単行本『神の雫』講談社刊12巻～23巻まで巻末ワインコラム『続・今夜使えるワイン談義』を連載。
- 単行本『神の雫』講談社刊29巻の巻末ワインコラム『今夜使えるワイン談義・番外編』にて『イタリア出張レポート』を寄稿。
- 『Winart』40号（2007年9月号）『特集／イタリアワインが世界一！』の特集記事『イタリアワイン事情』で写真とインタヴュー記事が掲載。
- 『Gravita』2009年創刊号・クラブツーリズム株式会社発行において『ワインで綴るイタリアワイン紀行』を寄稿。
- 『旬遊』vol.32(2011年4月1日）有限会社メディクス発行において『ワイン入門〈25〉』で写真とインタヴュー記事が3ページ掲載。
- 『東京カレンダー』2013年5月号の特集記事『NEW NEW WORLD WINE』において写真とインタヴュー記事が2ページ掲載。
- 『WINE-WHAT!?』2016年11月号の巻頭特集記事『いま、カベルネ・ソーヴィニヨンは！』において写真とインタヴュー記事が6ページ掲載。
- 『週刊文春』2022年3月24日号の『おいしい！私の取り寄せ便』にて北海道『菓子工房フラノデリス』の『ドゥーブルフロマージュ』を紹介。